# 陽炎 稲妻 水の月
『陽炎 稲妻 水の月』（かげろう いなずま みずのつき）は、飴あられによる日本の漫画作品。

## 概要
吉原遊廓の遊女を題材にした読み切り作品集。『別冊フレンド』（講談社）系の雑誌に掲載された。
5編が発表されており、前半3作は同名の単行本 (ISBN 9784063721850) に、後半2作は『ひらひら』 (ISBN 9784063723311) に収録されている。
タイトルの「陽炎 稲妻 水の月」は、掴めそうで掴めないものという意味を持つ古語。前作『君いとほし』のタイトルを考えている時に、偶然古語辞典で見つけた言葉だという。

## 各話内容

### 陽炎の章
別フレDX ザ・別フレ2006年3月号掲載
口減らしのために女衒の竜次に売られた少女。竜次に淡い恋心を抱いたまま、遊女・陽炎として妖艶に成長していく。
水揚げは竜次に……と願っていた陽炎だが、竜次の稼ぎでは到底手が出ない。やがて、水揚げの時が訪れる。

### 稲妻の章
別冊フレンド8月号増刊 別フレ2006掲載
何人もの男を手玉にする遊女・若菜。絶好のカモ旗本の若侍・佐山光則にも多くの貢ぎ物をさせていた。
貢ぐばかりで決して若菜を抱こうとしないうぶな光則に、若菜の想いも次第に変化していく。

### 水の月の章
別冊フレンド2006年4月号掲載
遊女・水月は、未だに遊郭での暮らしに慣れずにいた。そんな時、客として訪れたのは、いとこの和馬だった。
一緒に吉原を出たい……そう願ったのも束の間、水月は病に冒されていた。

### 宿世の糸
別冊フレンド8月号増刊 別フレ2006掲載
吉原の最高位、太夫・朱音。誰もが羨むこの地位、美貌。馴染みの大名・岡部の従者・忠晃に、とある秘密を知られ、口止めに誘惑してやろうと企むが、思うようになびかないことに苛立っていた。

### 夢鏡
別冊フレンド12月号増刊 別フレ2006掲載
貧しい御家人の娘・美幸は、病弱な妹・幸恵のために、吉原で身を売ることを決意した。
幸恵のため、ただただそれだけを思い、必死に仕事を続ける美幸。そんなある日、幸恵から「嫁ぐことが決まった」と文が届く。一目でいい、幸恵の晴れ姿を見たい、そんな思いから足抜けを画策する……。

## 書誌情報
- 陽炎 稲妻 水の月
  - 収録作品:「陽炎の章」「稲妻の章」「水の月の章」「長崎慕情」

「長崎慕情」は実在の人物であるシーボルトと、のちに妻となる遊女・お滝の恋を描いた作品。
- ひらひら〜吉原花魁恋草紙〜
  - 収録作品:「宿世の糸」「夢鏡」「翡翠の鳥」「花灯籠」

最初の2作は「陽炎 稲妻 水の月」シリーズ。残りの2作も吉原の花魁が題材の作品。